# Knapplift

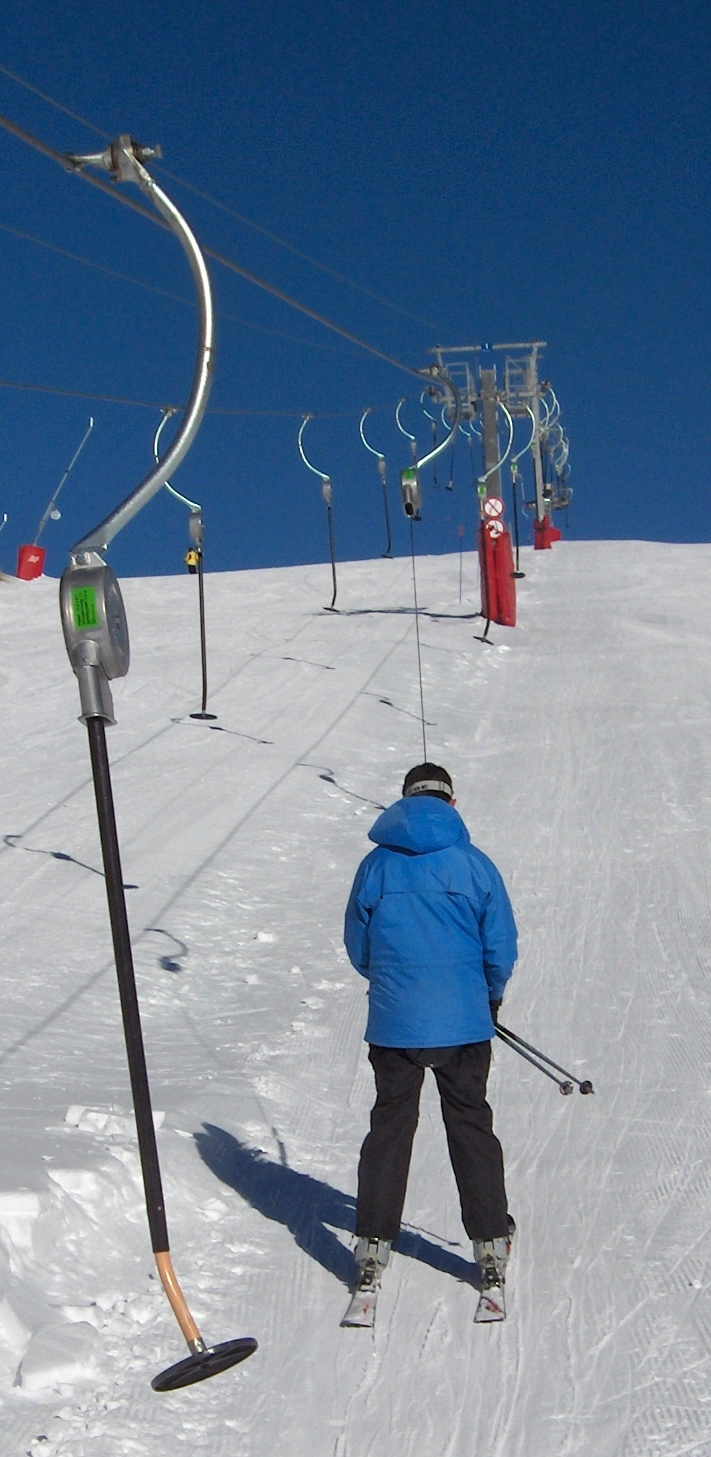
En knapplift, konstruktionstyp Toplift.

Knapplift är en typ av skidlift (släplift), med byglar bestående av en käpp eller stång, och längst ner sitter en "knapp" (ibland kallat "tallrik"). Passageraren tar tag i stången och sätter den mellan benen, fäster knappen på stjärten och dras uppför backen.
Lifttypen uppfanns år 1908 av Robert Winterhalder i Schwarzwald, Tyskland, och den första i Norden uppfördes 1938 i norska Holmenkollen.

## Typer
Det finns tre konstruktionstyper av knapplift:
- Toplift – Byglar med skaft liknande plastkäpp, medbringare med lång draglina som rullas ut (som på ankarlift), relativt små rullställshjul på liftens stolpar. (Bilden till höger.)
- Teleskop – Byglar med skaft av metall (metallstång), ett metallrör istället för draglina (saknar medbringare) dras ut, något större hjul med annat rullställsbygge.
- Teleski (kopplingsbar knapplift) – Liftens byglar kopplas av dragvajern och fästs vid en slags hållare på dalstationen, åkaren tar tag i främre bygeln och kommer ombord. Byglar med metallskaft, ett gummirör (motsvarande metallrören hos typen Teleskop) dras ut, rullställshjulen ofta lika stora som liftens vändhjul. Denna typ är vanligast i Frankrike, som där används istället för ankarlift och uppnår oftast samma hastighet som ankarliftar.